# Kadok (miasto)
Kadok – miasto w Malezji w stanie Kelantan. W 2000 roku liczyło 17 064 mieszkańców.